# 司危二
小馬座9，又名BD+06 4802，HD 203291、SAO 126719、HR 8163，是小馬座的一颗恒星，视星等为5.82，位于銀經59.19，銀緯-28.55，其B1900.0坐标为赤經21h 16m 8s，赤緯+6° -28.55′ 50″。